# Họ Cá lú
Họ Cá lú (danh pháp khoa học: Pinguipedidae) là một họ cá dạng cá vược theo truyền thống xếp trong bộ Perciformes, nhưng gần đây được xếp trong các bộ khác nhau. Trong ấn bản lần 5 của Fishes of the World năm 2016, họ này được xếp trong bộ Trachiniformes, nhưng Betancur et al. (2017) xếp họ này trong bộ Uranoscopiformes, như được sử dụng trong bài này. Theo Betancur et al. (2017) thì bộ Uranoscopiformes có quan hệ họ hàng rất gần với bộ Labriformes (cá bàng chài) trong Eupercaria.
Các loài cá lú là cá sống đáy thông thường xuất hiện trên chất nền cát hay sỏi, cuội trong các vùng biển nông. Chúng được tìm thấy tại vùng duyên hải Đại Tây Dương ngoài khơi Nam Mỹ, châu Phi và trong vùng Ấn Độ Dương, Thái Bình Dương xa về phía đông tới Nhật Bản, Hawaii, New Zealand và Chile. Họ này có một số loài được con người đánh bắt làm thực phẩm.

## Đặc trưng
Một số loài cá lú trông tương tự như cá bàng chài ở chỗ chúng có các vây lưng và vây hậu môn dài có thể có một vài tia gai. Chỗ đính của vây ngực phía dưới hay phía trước đai ngực, với 1 tia gai và 5 tia mềm. Vây đuôi cụt tới hình lưỡi liềm sâu. Các tia phân nhánh ở vây đuôi 13-15. Vây lưng liên tục với 4-7 tia gai ngắn và 19-27 tia mềm. Vây hậu môn 17-25 tia mềm, với 1 hoặc 2 tia mềm đầu tiên có thể giống như tia gai, đường bên liên tục, các màng mang hợp nhất, tự do từ eo mang; đốt sống 30-37. Hai môi phình to trông như môi cong với các răng nanh lớn ở phía trước hàm. Chúng có thân thuôn dài dẹp về phía sau và dạng hình trụ về phía đầu. Cơ thể thường có các đốm và sọc màu. Mắt nằm ở gần đỉnh đầu. Chúng tương đối nhỏ về kích thước, thông thường chỉ dài khoảng 60–90 xentimét (24–35 in). Các loài cá này có xu hướng nằm trên đáy biển với cơ thể được dựng lên nhờ các vây ngực tách rộng. Một số thành viên của chi đa dạng loài Parapercis, và rất có thể là tất cả chúng, là lưỡng tính theo trình tự, với tất cả là cá cái khi thuần thục sinh dục và sau đó chuyển thành cá đực với màu sắc và đốm khác biệt rõ nét.

## Các chi
Họ Pinguipedidae chứa 7 chi với 90 loài. Các chi là:
- Kochichthys Kamohara, 1961: 1 loài ở Thái Bình Dương là Kochichthys flavofasciatus.
- Parapercis Bleeker, 1863 (gồm cả Cilias, Chilias): 82 loài, trong đó chỉ 1 loài (Parapercis atlantica) ở đông Đại Tây Dương. Theo FishBase, tại Việt Nam có 8 loài thuộc về chi này, với tên gọi là cá lú, cá giả bống.
- Pinguipes Cuvier, 1829: 2 loài ở Nam Mỹ, trong đó 1 ở tây nam Đại Tây Dương và 1 ở đông nam Thái Bình Dương.
- Prolatilus Gill, 1865 (gồm cả Porteridia): 1 loài ở đông nam Thái Bình Dương là Prolatilus jugularis.
- Pseudopercis Miranda Ribeiro, 1903: 2 loài ở tây nam Đại Tây Dương.
- Ryukyupercis Imamura & Yoshino, 2007.[7]: 1 loài ở tây Thái Bình Dương là Ryukyupercis gushikeni.
- Simipercis Johnson & Randall, 2006: 1 loài ở tây Thái Bình Dương là Simipercis trispinosa.

Chi Neopercis Steindachner, 1884 là đồng nghĩa của Parapercis, trừ Neopercis flavofasciata = Kochichthys flavofasciatus và Neopercis atlanticus meridionalis = Pinguipes brasilianus.
Chi Mugiloides Lacepède, 1803 là đồng nghĩa của Pseudopercis.